# Austria na Letnich Igrzyskach Olimpijskich 1932
Austrię na Letnich Igrzyskach Olimpijskich 1932 reprezentowało 9 zawodników (7 mężczyzn i 2 kobiety) w 6 dyscyplinach. Zdobyli łącznie 5 medali (w tym 1 złoty), plasując swój kraj na 18. miejscu w klasyfikacji medalowej igrzysk.
Był to dziewiąty występ Austrii na letnich igrzyskach olimpijskich.

## Zdobyte medale
| Medal  | Zawodnik           | Dyscyplina           | Konkurencja                    |
| ------ | ------------------ | -------------------- | ------------------------------ |
| Złoto  | Ellen Müller-Preis | Szermierka           | floret indywidualnie           |
| Srebro | Hans Haas          | Podnoszenie ciężarów | waga lekka                     |
| Brąz   | Karl Hipfinger     | Podnoszenie ciężarów | waga średnia                   |
| Brąz   | Nikolaus Hirschl   | Zapasy               | waga ciężka w stylu wolnym     |
| Brąz   | Nikolaus Hirschl   | Zapasy               | waga ciężka w stylu klasycznym |

## Wyniki zawodników

### Lekkoatletyka

#### Mężczyźni

##### Konkurencje biegowe
| Zawodnik     | Konkurencja | Eliminacje | Eliminacje | Ćwierćfinały | Ćwierćfinały | Półfinały | Półfinały | Finał | Finał   | Źródło |
| Zawodnik     | Konkurencja | Czas       | Pozycja    | Czas         | Pozycja      | Czas      | Pozycja   | Czas  | Pozycja | Źródło |
| ------------ | ----------- | ---------- | ---------- | ------------ | ------------ | --------- | --------- | ----- | ------- | ------ |
| Felix Rinner | 400 m       | 49.2       | 1. (Q)     | 48.9         | 2. (Q)       | 48.8      | 5.        | NQ    | NQ      | [ 1 ]  |

##### Konkurencje techniczne
| Zawodnik      | Konkurencja  | Wynik   | Pozycja | Źródło |
| ------------- | ------------ | ------- | ------- | ------ |
| Emil Janausch | Rzut dyskiem | 44.82 m | 10.     | [ 2 ]  |

### Podnoszenie Ciężarów

#### Mężczyźni
| Zawodnik       | Konkurencja             | Wyciskanie | Wyciskanie | Rwanie   | Rwanie  | Podrzut | Podrzut | Suma     | Suma    | Źródło |
| Zawodnik       | Konkurencja             | Czas       | Pozycja    | Czas     | Pozycja | Czas    | Pozycja | Czas     | Pozycja | Źródło |
| -------------- | ----------------------- | ---------- | ---------- | -------- | ------- | ------- | ------- | -------- | ------- | ------ |
| Hans Haas      | Waga lekka (do 67,5 kg) | 82,5 kg    | 4.         | 100 kg   | 2.      | 125 kg  | 1.      | 307,5 kg | srebro  | [ 3 ]  |
| Karl Hipfinger | Waga średnia (do 75 kg) | 90 kg      | 4.         | 107,5 kg | 2.      | 140 kg  | 1.      | 337,5 kg | brąz    | [ 4 ]  |

### Skoki do wody

#### Kobiety
| Zawodnik                   | Konkurencja    | Punkty za skok | Punkty za skok | Punkty za skok | Punkty za skok | Punkty za skok | Punkty za skok | Suma punktów | Pozycja | Źródło |
| Zawodnik                   | Konkurencja    | 1              | 2              | 3              | 4              | 5              | 6              | Suma punktów | Pozycja | Źródło |
| -------------------------- | -------------- | -------------- | -------------- | -------------- | -------------- | -------------- | -------------- | ------------ | ------- | ------ |
| Magdalene Epply-Staudinger | Trampolina 3 m | 7,84 pkt       | 11,52 pkt      | 9,86 pkt       | 11,86 pkt      | 10 pkt         | 12,6 pkt       | 63,7 pkt     | 6.      | [ 5 ]  |
| Magdalene Epply-Staudinger | Wieża 10 m     | 5,06 pkt       | 6,82 pkt       | 6,24 pkt       | 8,64 pkt       | —              | —              | 26,76 pkt    | 7.      | [ 6 ]  |

#### Mężczyźni
| Zawodnik         | Konkurencja    | Punkty za skok | Punkty za skok | Punkty za skok | Punkty za skok | Punkty za skok | Punkty za skok | Punkty za skok | Punkty za skok | Punkty za skok | Punkty za skok | Suma punktów | Pozycja | Źródło |
| Zawodnik         | Konkurencja    | 1              | 2              | 3              | 4              | 5              | 6              | 7              | 8              | 9              | 10             | Suma punktów | Pozycja | Źródło |
| ---------------- | -------------- | -------------- | -------------- | -------------- | -------------- | -------------- | -------------- | -------------- | -------------- | -------------- | -------------- | ------------ | ------- | ------ |
| Josef Staudinger | Trampolina 3 m | 10,92 pkt      | 11,84 pkt      | 12,6 pkt       | 12,16 pkt      | 10,26 pkt      | 15,54 pkt      | 12,6 pkt       | 10,16 pkt      | 12,6 pkt       | 12,16 pkt      | 124,5 pkt    | 9.      | [ 7 ]  |
| Josef Staudinger | Wieża 10 m     | 8,88 pkt       | 13,3 pkt       | 12,8 pkt       | 11,22 pkt      | 13,68 pkt      | 16,28 pkt      | 14,96 pkt      | 12,32 pkt      | —              | —              | 103,44 pkt   | 4.      | [ 8 ]  |

### Szermierka

#### Kobiety
| Zawodnik           | Konkurencja   | Grupa eliminacyjna                                                                                   | Grupa eliminacyjna               | Grupa eliminacyjna | Grupa finałowa | Grupa finałowa                   | Grupa finałowa | Baraż o złoto                 | Pozycja | Źródło |
| Zawodnik           | Konkurencja   | Przeciwnik Wynik                                                                                     | Bilans pojedynków Bilans punktów | Pozycja            | Przeciwnik Wynik | Bilans pojedynków Bilans punktów | Pozycja        | Przeciwnik Wynik              | Pozycja | Źródło |
| ------------------ | ------------- | --- | -------------------------------- | ------------------ | --- | -------------------------------- | -------------- | ----------------------------- | ------- | ------ |
| Ellen Müller-Preis | Indywidualnie | E. Bogen-Bogáti P 4-5 J. Addams W 5-1 G. Olsen W 5-4 D. Locke W 5-2 I. Klint W 5-4 E. Escudero W 5-2 | 5-1 29-21                        | 3. (Q)             | J. Guinness Penn-Hughes W 5-3 E. Bogen-Bogáti W 5-2 J. Addams W 5-1 H. Mayer W 5-4 G. Munck W 5-4 G. Olsen W 5-4 M. Lloyd W 5-2 P. Butler W 5-2 J. de Boer P 4-5 | 8-1 44-27                        | 1.             | J. Guinness Penn-Hughes W 5-3 | złoto   | [ 9 ]  |

### Zapasy

#### Mężczyźni
| Zawodnik         | Konkurencja                  | Runda 1          | Runda 1 | Runda 2.                            | Runda 2. | Runda 3.                                | Runda 3. | Grupa finałowa                      | Pozycja | Źródło |
| Zawodnik         | Konkurencja                  | Przeciwnik Wynik | Punkty  | Przeciwnik Wynik                    | Punkty   | Przeciwnik Wynik                        | Punkty   | Przeciwnik Wynik                    | Pozycja | Źródło |
| ---------------- | ---------------------------- | ---------------- | ------- | ----------------------------------- | -------- | --------------------------------------- | -------- | ----------------------------------- | ------- | ------ |
| Nikolaus Hirschl | Styl klasyczny - waga ciężka | BYE              | 0 pkt   | A. Donati Wygrana - poddanie (4:41) | 0 pkt    | C. Westergren Porażka - poddanie (9:13) | 3 pkt    | J. Urban Porażka - poddanie (10:31) | brąz    | [ 1 ]  |
| Nikolaus Hirschl | Styl wolny - waga ciężka     | BYE              | 0 pkt   | J. Richthoff Porażka - decyzja      | 2 pkt    | —                                       | —        | J. Riley Porażka - poddanie (8:32)  | brąz    | [ 10 ] |

### Żeglarstwo
| Zawodnik   | Konkurencja | Pozycja w wyścigu Punkty | Pozycja w wyścigu Punkty | Pozycja w wyścigu Punkty | Pozycja w wyścigu Punkty | Pozycja w wyścigu Punkty | Pozycja w wyścigu Punkty | Pozycja w wyścigu Punkty | Pozycja w wyścigu Punkty | Pozycja w wyścigu Punkty | Pozycja w wyścigu Punkty | Pozycja w wyścigu Punkty | Suma punktów | Pozycja | Źródło |
| Zawodnik   | Konkurencja | 1                        | 2                        | 3                        | 4                        | 5                        | 6                        | 7                        | 8                        | 9                        | 10                       | 11                       | Suma punktów | Pozycja | Źródło |
| ---------- | ----------- | ------------------------ | ------------------------ | ------------------------ | ------------------------ | ------------------------ | ------------------------ | ------------------------ | ------------------------ | ------------------------ | ------------------------ | ------------------------ | ------------ | ------- | ------ |
| Hans Riedl | Snowbird    | 9. 3 pkt                 | 4. 8 pkt                 | 10. 2 pkt                | 9. 3 pkt                 | 9. 3 pkt                 | 2. 10 pkt                | 9. 3 pkt                 | 10. 2 pkt                | 3. 9 pkt                 | 8. 4 pkt                 | 10. 2 pkt                | 49 pkt       | 10.     | [ 11 ] |